# Протонска пумпа
Протонска пумпа је интегрални мембрански протеин способан да преноси протоне преко биолошке мембране. Њен механизам је заснован на конформацијским променама у структури протеина или на Q циклусу. Протонске пумпе катализују следећу реакцију:
Н+[на је дној страни биолошке мембране] + енергија ⇌ Н+ [на другој страни мембране]
Током еволуције, протонске пумпе су се појављивале независно у више наврата. Дакле, не само у природи већ и унутар појединачних ћелија, у којима се могу наћи различите протонске пумпе које нису еволутивно неповезане. Протонске пумпе су подељене у различите главне класе пумпи које користе различите изворе енергије, поседују различите полипептидне композиције и еволуционо порекло.

## Функција
Транспорт позитивно наелектрисаног протона је типично електроген процес или процес генерисања електричног поља преко мембране које се назива и мембрански потенцијал. Транспорт протона постаје електроген ако се не неутралише електричним транспортом или одговарајућег негативног наелектрисања у истом смеру или одговарајућим позитивним наелектрисањем у супротном смеру. Пример протонске пумпе која није електрогена је протонска/калијумска пумпа јесте слузокоже желуца која катализује уравнотежену размену протона и калијумових јона.
Комбиновани трансмембрански градијент протона и наелектрисања које стварају протонске пумпе назива се електрохемијски градијент. Електрохемијски градијент представља складиште енергије (потенцијалне енергије) која се може користити за покретање мноштва биолошких процеса као што су синтеза аденозин-трифосфата (АТП), узимање хранљивих материја и формирање акционог потенцијала.
У ћелијском дисању, протонска пумпа користи енергију за транспорт протона из матрикса митохондрија у међумембрански простор. То је активна пумпа која генерише градијент концентрације протона преко унутрашње мембране митохондрија јер има више протона изван матрикса него унутра. Разлика у пХ вредности и електричном набоју (занемарујући разлике у капацитету пуфера) ствара електрохемијску потенцијалну разлику која функционише слично оној код батерије или јединице за складиштење енергије за ћелију. Процес се такође може посматрати као аналоган вожњи бициклом узбрдо или пуњењу батерије за каснију употребу, јер производи потенцијалну енергију. Протонска пумпа не ствара енергију, већ формира градијент који складишти енергију за каснију употребу.

## Разноликост
Енергија потребна за реакцију пумпања протона може доћи од светлости (светлосна енергија; бактериородопсина), преноса електрона (електрична енергија; комплекси за транспорт електрона I, III и IV) или метаболита богатих енергијом (хемијска енергија) као што је пирофосфат (PPi; протон). -uпумпавање пирофосфатазе) или аденозин-трифосфата (АТП; протонске АТПазе). 

## АТП протонске пумпе
Протонске пумпе које покреће аденозин трифосфат (АТП) (такође се називају протонске АТПазе или Х+-АТПазе) су протонске пумпе које покреће хидролиза аденозин-трифосфата (АТП). У природи се налазе три класе протонских АТПаза. У једној ћелији (на пример, гљива и биљака) могу бити присутни представници све три групе протонских АТПаза.

### П-тип протонске АТПазе
Плазма мембрана Х+-АТПаза је једна подјединица П-типа АТПазе која се налази у плазма мембрани биљака, гљива, протиста и многих прокариота.
Плазма мембрана Х+-АТПаза ствара електрохемијске градијенте у плазма мембрани биљака, гљива, протиста и многих прокариота. Овде се протонски градијенти користе за покретање секундарних транспортних процеса. Као такав, неопходан је за усвајање већине метаболита, као и за реакције на околину (нпр. кретање лишћа у биљкама).
Људи (а вероватно и други сисари) имају желудачну водоник-калијум АТПазу или Х+/К+ АТПазу која такође припада породици АТПазе П-типа. Овај ензим функционише као протонска пумпа желуца, првенствено одговорна за закисељавање садржаја желуца (видети желудачну киселину).

### В-тип протонске АТПазе
Протонска АТПаза В-типа је ензим са више подјединица В-типа. Налази се у различитим различитим мембранама где служи за закисељавање интрацелуларних органела или спољашњости ћелије.

### Протонска АТПаза типа Ф
Протонска АТПаза Ф типа је ензим са више подјединица Ф-типа (који се такође назива АТП синтаза или ФОФ1 АТПаза). Налази се у унутрашњој мембрани митохондрија где функционише као АТП синтаза вођена транспортом протона.
У митохондријама, редукциони еквиваленти обезбеђени преносом електрона или фотосинтезом покрећу ову транслокацију протона. На пример, транслокација протона помоћу цитохром ц оксидазе се покреће редукујућим еквивалентима обезбеђеним редукованим цитокромом ц. Сам  аденозин-трифосфат покреће овај транспорт у АТПази протона плазма мембране иу протонским пумпама АТПазе других ћелијских мембрана.
ФоФ1 АТП синтаза митохондрија, насупрот томе, обично спроводи протоне од високе до ниске концентрације кроз мембрану док црпи енергију из овог тока да би синтетизовала  аденозин-трифосфат. Протони се транслоцирају преко унутрашње митохондријалне мембране преко протонске жице. Ова серија конформационих промена, каналисана кроз а и б подјединице ФО честице, покреће серију конформационих промена у стабљици која повезује ФО са Ф1 подјединицом. Овај процес ефикасно повезује транслокацију протона са механичким кретањем између лабавог, тесног и отвореног стања Ф1 неопходних за фосфорилацију аденозин-дофосфата.
У бактеријама и органелама које производе  аденозин-трифосфат, осим митохондрија, редукциони еквиваленти обезбеђени преносом електрона или фотосинтезом покрећу транслокацију протона.
ЦФ1 АТП лигаза хлоропласта одговара људској ФОФ1 АТП синтази у биљкама.

## Протонске пумпе на погон пирофосфатима
Пирофосфатаза која пумпа протон (такође се назива HH+-PPаза или неорганска пирофосфатаза вакуоларног типа (V-PPазе; V  је за вакуолу)) је протонска пумпа коју покреће хидролиза неорганског пирофосфата (PPi). У биљкама, HH+-PPаза је локализована на вакуоларној мембрани (тонопласт). Ова мембрана биљака садржи две различите протонске пумпе за закисељавање унутрашњости вакуоле, V-PPазу и V-ATPазу.

## Лагане протонске пумпе
Бактериорходопсин је светлосна протонска пумпа коју користи Archaea, из разреда Haloarchaea.  Светлост се апсорбује пигментом ретине ковалентно везан за протеин, што резултује конформационом променом молекула која се преноси на протеин пумпе повезан са пумпањем протона.

## Спољшње везе
|  | Молимо Вас, обратите пажњу на важно упозорење у вези са темама из области медицине (здравља). |